# Creu Reial (Olesa de Montserrat)
La Creu Reial és una creu d'Olesa de Montserrat (Baix Llobregat) inclosa a l'Inventari del Patrimoni Arquitectònic de Catalunya. Del que va ser la Creu Reial només es conserva un fragment del fust que l'enlairava. Pel dibuix que tenim del mateix podem deduir que es tracta d'una columna de pedra, de planta octogonal, de superfície llisa. La secció octogonal, es converteix en estrellada en el tram superior de la columna.

## Història
No podem saber com era la creu ni el lloc exacte on estava emplaçada. Probablement, va ser enderrocada en construir unes cases al cantó esquerre del porxo de Santa Oliva, a començament del segle xviii. L'any 1983 es va descobrir en una de les cases esmentades, encastat en una paret, part d'un fust de pedra, aprofitat com a material de reompliment. Aquest fust es va identificar amb la creu que donà nom al carrer de la Creu Reial. El mot Reial ve determinat per la situació; al peu del camí Reial d'anar a Vacarisses.
Les primeres notícies documentals de la Creu Reial daten de l'any 1548 i s'allarguen fins al segle xviii.